# Japanische Rüstung

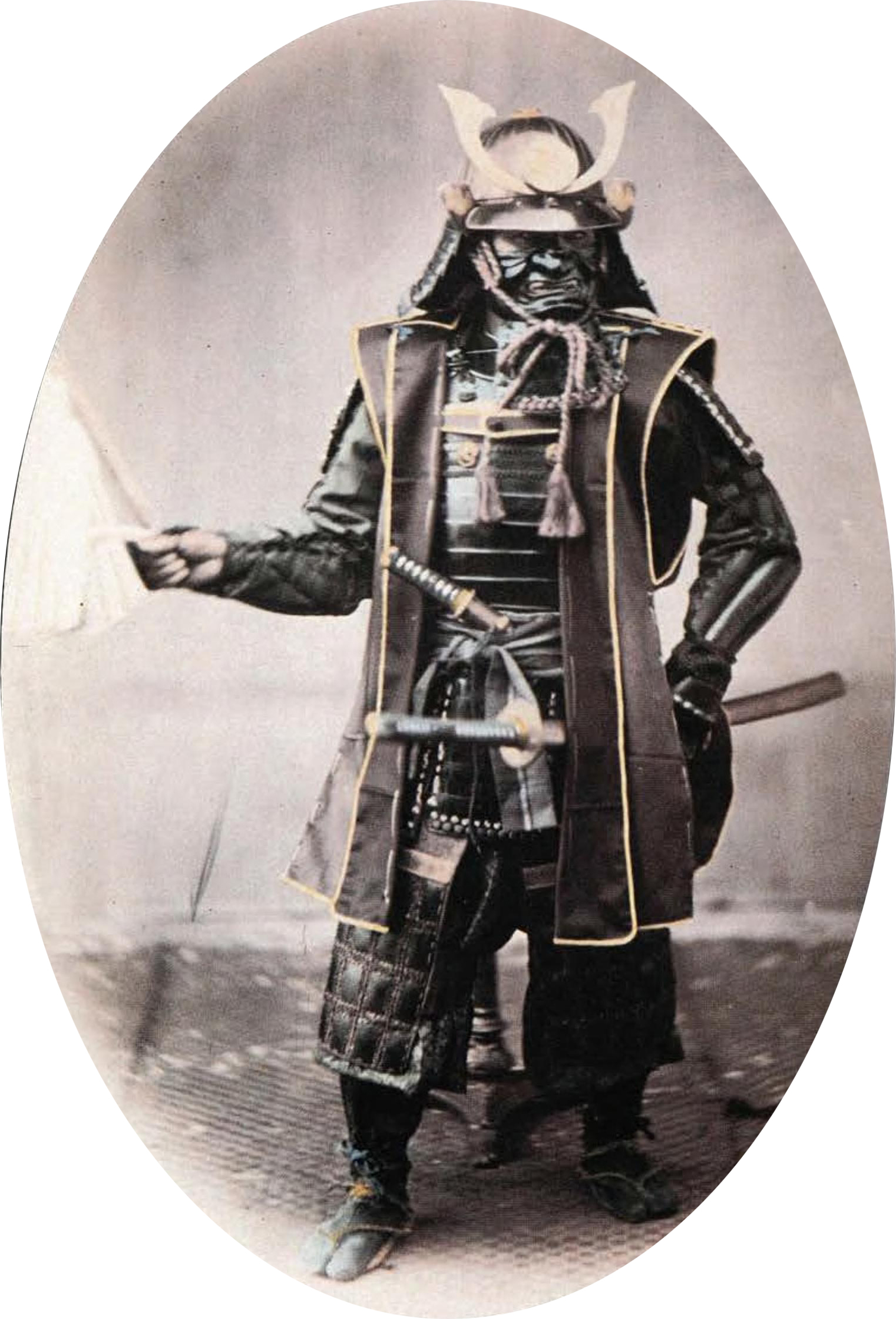
Ein Samurai in der Yoroi. In seinem Gürtel (Obi) steckt ein Wakizashi, daran hängt das Tachi

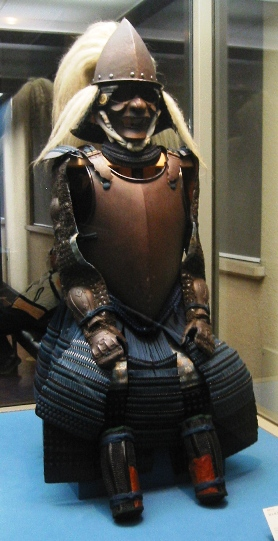
Eine „europäisierte“ japanische Rüstung, die Nanbandō

1. Brustpanzer – dō/hotokedō (胴（仏胴）)
2. Schurzglieder – kusazuri (草摺)
3. Oberschenkelschutz – haidate (佩楯)
4. tateage (立挙)
5. Beinschützer – (shino-)suneate (臑当（篠臑当）)
6. Fußrückenschutz – kōgake (甲懸)
7. Schulterplatten – (tōsei-)sode (袖（当世袖）)
8. Kampfhandschuh – kote (shino-gote) (籠手（篠籠手）)
9. Handrückenschutz – tekkō/tekō (tsumi-tekkō) (手甲（摘手甲）)
10. Helm – kabuto (hinenonari-zunari-kabuto) (兜（日根野形頭形兜）)
11. Nackenumschlag – koshimaki (腰巻)
12. Blendschutz – mabisashi (眉庇)
13. Schläfenplatte – fukikaeshi (吹返)
14. Nackenschutz – (hineno-)shikoro (しころ（日根野しころ）)
15. Helmschmuck (hier: Wasserbüffelhörner) – tatemono (suigyū no wakidate) (立物（水牛の脇立）)
16. Helmschmuck (hier: Sonnenscheibe) – tatemono (nichirin no maedate) (立物（日輪の前立）)
17. Gesichtsmaske – mempō (面頬（目の下頬）)
18. Wappen – shide (垂)
19. Gelenk vom Kragen – erimawashi (襟廻)

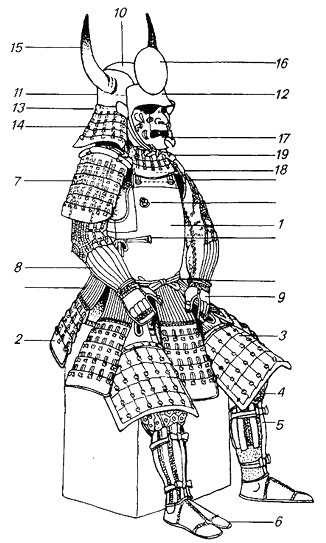
Teile einer japanischen Rüstung:
- Brustpanzer – dō/hotokedō (胴（仏胴）)
- Schurzglieder – kusazuri (草摺)
- Oberschenkelschutz – haidate (佩楯)
- tateage (立挙)
- Beinschützer – (shino-)suneate (臑当（篠臑当）)
- Fußrückenschutz – kōgake (甲懸)
- Schulterplatten – (tōsei-)sode (袖（当世袖）)
- Kampfhandschuh – kote (shino-gote) (籠手（篠籠手）)
- Handrückenschutz – tekkō/tekō (tsumi-tekkō) (手甲（摘手甲）)
- Helm – kabuto (hinenonari-zunari-kabuto) (兜（日根野形頭形兜）)
- Nackenumschlag – koshimaki (腰巻)
- Blendschutz – mabisashi (眉庇)
- Schläfenplatte – fukikaeshi (吹返)
- Nackenschutz – (hineno-)shikoro (しころ（日根野しころ）)
- Helmschmuck (hier: Wasserbüffelhörner) – tatemono (suigyū no wakidate) (立物（水牛の脇立）)
- Helmschmuck (hier: Sonnenscheibe) – tatemono (nichirin no maedate) (立物（日輪の前立）)
- Gesichtsmaske – mempō (面頬（目の下頬）)
- Wappen – shide (垂)
- Gelenk vom Kragen – erimawashi (襟廻)

Yoroi [joɺoi] (jap. 鎧 oder selten 甲) ist der japanische Oberbegriff für Rüstungen aller Art. Der japanische Begriff umfasst zwar auch Rüstungen westlichen Typs, wird in europäischen Texten aber nur für japanische Rüstungen verwendet.

## Allgemeines
Unter Yoroi versteht man eine japanische Rüstung, die in der Regel aus einem Brustpanzer, einem Helm, Arm- und Beinschienen sowie Hand- und Gesichtsschutz besteht. Diese Rüstungen sind leichter als europäische Varianten, kommen aber im Gegensatz zu den einzeln verwendeten Brustharnischen nur komplett vor. Eine Yoroi wurde nur während einer Schlacht getragen und diente nur selten zeremoniellen Zwecken; Palastwachen oder Leibwächter trugen nur normale Kleidung. Da je nach den finanziellen Mitteln und dem Kampfgeschick des Soldaten die Ausführung der Rüstung variierte, waren die meisten Rüstungen sehr bunt zusammengewürfelt.

## Geschichte
Die frühesten japanischen Rüstungen gehen auf das 4. Jahrhundert zurück. Diese Tankō (短甲) genannten Rüstungen bestanden aus Helm und Brustharnisch, die aus Eisen gefertigt waren. Die fortschreitende Entwicklung der Tankō-Rüstung zwischen dem 8. und 10. Jahrhundert führte schließlich zum Aufkommen der Ōyoroi (大鎧). Die Grundbestandteile des Ōyoroi sind der dō (Kürass), kabuto (Helm), menpo (Maske), kote (Armschienen), sune-ate (Beinschienen) und die hai-date ("cuisses"). Mit dem Erscheinen der o-yoroi änderten sich auch die Schuppen oder kozane, aus denen die kastenförmige Rüstung besteht. Zuvor waren sie einzeln lackiert und dann zusammengeschnürt worden, was eine gewisse Flexibilität ermöglichte. Mit dem Aufkommen des neuen Rüstungsstils wurden die Kozane zunächst zu langen Plättchen geformt und erst dann lackiert, wodurch sie fester wurden. Sie boten mehr Schutz, sowohl gegen die Witterung als auch gegen den Feind, aber der Träger litt unter einem leichten Verlust an Beweglichkeit.
Aus dem einfachen Dō-maru (胴丸), den die Fußsoldaten trugen, entwickelte sich in der Kamakura-Zeit der Haramaki (腹巻). Im Vergleich zum Ōyoroi ist er leichter konstruiert mit einer eng anliegenden Taille und einem fein unterteilten Kosazuri. Er besteht aus ledernen oder eisernen Kozane, die mit Schnüren aus Leder verbunden sind, den Oberkörper des Trägers bedecken und sich am Rücken öffnen und schließen lassen. In der späten Muromachi-Zeit erschien die Tōsei gusoku (当世具足).

## Aufbau
Die Angaben beziehen sich im Großen und Ganzen auf die Form Tōsei gusoku.
Die Teile der Rüstung sind so angelegt, dass man sich relativ leicht darin bewegen kann, um ein Schwert zu führen. Trotzdem ist die Bewegungs- und Sichtfreiheit stark eingeschränkt, was die Verwendung von Schwertern mit langem Griff, sogenannten Tachis, erfordert.
Der Helm hat manchmal ein Geweih, das an einen Hirsch, einen Ochsen oder die Zangen eines Käfers erinnert. Dieses Geweih wird aus Horn oder Metall hergestellt und ist im Kampf Mann-gegen-Mann eher hinderlich. Hinten ist am Helm ein Nackenschutz (Shikoro) aus Metallrippen oder vernieteten Ringen angebracht, der mit dem Nackenschutz bei heutigen Feuerwehrhelmen vergleichbar ist.
Die Gesichtsmaske bildet eine abschreckende Fratze ab, meistens mit einem angeklebten Bart und sichtbaren Zähnen. Diese Maske wird aus Metall gefertigt und bietet Schutz vor Schnitten im Gesicht, allerdings schränkt sie zusammen mit dem Helm das Sichtfeld stark ein.
Unterhalb des Helms befindet sich bei vielen Rüstungen auf dem Rücken ein Metallring, der zur Aufnahme einer Fahnenstange geeignet ist. Da es keine einheitlichen Uniformen gab und Familienzeichen schlecht sichtbar waren, trugen manche Soldaten in Schlachten ihre Flagge mit sich, um die Strategieführung durch die Führer zu erleichtern und ihre Truppenzugehörigkeit anzuzeigen.
Je nach Ausführung und Einsatzbereich der Rüstung fallen die Schulterplatten größer oder kleiner aus. In der Reiterei sind besonders große Platten zum Schutz vor Lanzen und Hellebarden (Yari und Naginata) sinnvoll, Fußsoldaten bevorzugen kleine Platten, öfter schalenförmige Stücke, die mehr Bewegungsfreiheit und weniger Angriffsfläche für Wurf- oder Grifftechniken des Gegners bieten.
Die Schienen an Armen und Beinen waren leicht, aber trotzdem effektiv gegen feindliche Schwerthiebe. Sie boten allerdings auch die größte Schwachstelle der Rüstung, weil sie dünn waren. Zudem waren einzelne Partien an Armen und Beinen (wie die Waden) meistens ungeschützt, um die Bewegungsfreiheit zu gewährleisten.
Die Handschützer waren im Prinzip nicht mehr als Lederhandschuhe mit Handgelenk- und Handrückenabdeckungen aus Metall.

## Materialien
Die einfachsten Yoroi bestanden hauptsächlich aus Baumwolle und Leder. Exponiertere Stellen waren mit Bambusplättchen verstärkt. Solche Rüstungen waren billig und leicht, ihre Haltbarkeit eher mäßig, und sie boten nur geringen Schutz im Gefecht. Bambus, der leicht ist, lässt sich über einer Flamme vorzüglich sphärisch biegen. Diese Plättchen weisen im Gegensatz zu europäischen Schuppenpanzern aber nach oben und sind fest mit Baumwollgarn oder Draht verknotet. Dabei verbessert sich der Schutz gegen Schnitte. Gleichzeitig reduziert sich die Gefahr, dass die Panzerplatte unter Waffentreffern zerbricht. Zum Schutz gegen Feuchtigkeit ist es aber nötig, die Plättchen mit Lack zu überziehen, was sich nur wenige Soldaten leisten konnten. Diese Rüstungen waren vorwiegend bei armen Fußsoldaten in Gebrauch, deren Aufgabe es war, die heranstürmende Reiterei mit langen Lanzen (Yari) abzuwehren. Sie hatten praktisch keine Schutzwirkung gegen Musketenbeschuss.
Reichere Soldaten (in der Regel Samurai) waren in der Lage, hochwertigere Rüstungen mit Metallpanzern maßfertigen zu lassen. Zwar bestanden auch Luxusversionen der Yoroi aus viel Baumwolle und Leder, allerdings waren Brustharnisch und Helm aus Stahl, Armschienen aus mit Leder umschlungenem Metall, und weniger exponierte Bereiche waren zumindest mit Kettengeflecht und Metallplättchen, ähnlich einem Schuppenpanzer, geschützt.
Der Kampf gegen einen Kämpfer in Metallrüstung und einen, der eine bambusverstärkte Geweberüstung trug, unterscheidet sich grundsätzlich voneinander. Während an einer Metallrüstung ein Schwert eher abgleitet, muss der Angreifer bei einer bambusverstärkten Geweberüstung damit rechnen, dass die Schneide seines Schwerts in die Bambusplättchen eindringt und dort stecken bleibt. Die Form und Ausrichtung der Plättchen (die nach oben weisen und mehrere Zentimeter überstehen) begünstigt dies, da die stärksten Hiebe von oben kommen. Der Soldat muss in dieser Situation unbedingt auf die Zurückgewinnung seiner Waffe setzen oder eine Ersatzwaffe ziehen. Dabei ist zu bedenken, dass in späteren Epochen der Fundus einer Armee gegenüber den Samurai die Überzahl bildet.
Da diese Eigenschaft einen enormen Vorteil im Kampf darstellt, wurden viele Metallrüstungen zusätzlich im seitlichen Schulterbereich mit größeren Holzabweisern versehen, die angeknotet waren und bei Bedarf einfach abgeworfen werden konnten, indem die Verschnürung gelöst wurde. Samurai kämpften oft mit ihrem Knappen zusammen, mit dem sie auch zusammenlebten und ein eingespieltes Team bildeten. Die Heldendarstellungen beispielsweise in modernen Filmen zeigen jedoch diese Knappen fast nie, daher ist dieser Fakt wenig bekannt.
Auch muss ein Augenmerk auf die Beschusssicherheit beider Rüstungsformen gelegt werden. Da im 16. Jahrhundert die Vorderlader-Muskete populär wurde, mussten die Rüstungen dagegen ausgelegt werden. Metallrüstungen waren schon im 17. Jahrhundert auf über 100 Meter so gut wie beschusssicher. Ein schneller Läufer schafft es auch mit Rüstung, diese Distanz zu überwinden, bevor die Schützen nachladen konnten. Zudem sind Feuerwaffen, speziell die in Japan lange üblichen Luntenschlossgewehre, bei feuchtem Wetter (acht Monate des Jahres!) nur für einen Schuss geeignet, und nicht einmal dieser kann als zuverlässig betrachtet werden. Holzverstärkte Rüstungen sind gegen Musketen nutzlos.

## Stärken und Schwächen
Trotz der verhältnismäßig leichten Bauweise der japanischen Rüstung ist sie für die waffentechnischen Begebenheiten des mittelalterlichen und frühneuzeitlichen Japans ein hochkomplexer Schutz. Die meisten historischen Kampf- und Kriegskunstschulen beinhalten viele Techniken, um einen Gegner in Rüstung zu besiegen. Auch heute noch finden sich beispielsweise im Aikido viele „Rüstungsbrecher“. Auch im Bujinkan Budo Taijutsu (BBT) finden sich in praktisch allen Schulen Techniken, die auf das Bezwingen von Gegnern in Rüstungen ausgelegt sind.
Techniken mit Waffen fixieren sich auf bestimmte Trefferzonen wie die Wade, das Gesäß, die Kehle, die Hände oder die Achselhöhlen. Alle diese Punkte sind relativ leicht zu erreichen. Waffenlose Techniken zielen darauf ab, das „Skelett“ der Rüstung zu brechen, also die Armschienen zu verkanten, zu verhaken, Rüstungsteile gegeneinander auszuspielen usw.
Damit ist der eigentliche Schwachpunkt der Yoroi genannt, nämlich die Anfälligkeit gegenüber unrunden Bewegungen bzw. gegenüber dem Verhaken, Verkanten und Zerbrechen bzw. Verbiegen.
Eine weitere Schwachstelle ist – wie bei allen Rüstungen – das Gewicht. Ein Soldat, der einmal am Boden lag, brauchte relativ lange, um wieder aufzustehen. Diese Sekunden konnten ihn das Leben kosten, also war es bisweilen sinnvoller, liegen zu bleiben und sich tot zu stellen, um bis zum Ende der Schlacht zu warten.
Auch konnte man leicht aus dem Gleichgewicht geraten. Ein Fausttreffer auf die Gesichtsmaske konnte tödlich sein, wenn sich eine zu spitz geratene Maske in das Gesicht des Trägers bohrte; war eine Rüstung verbogen, war es nicht mehr möglich, sich darin zu bewegen. Waren Teile wie die Schulterplatten umgeknickt, boten sie keinen Schutz mehr.

### Galerie

Kofun-zeitliche Rüstungen
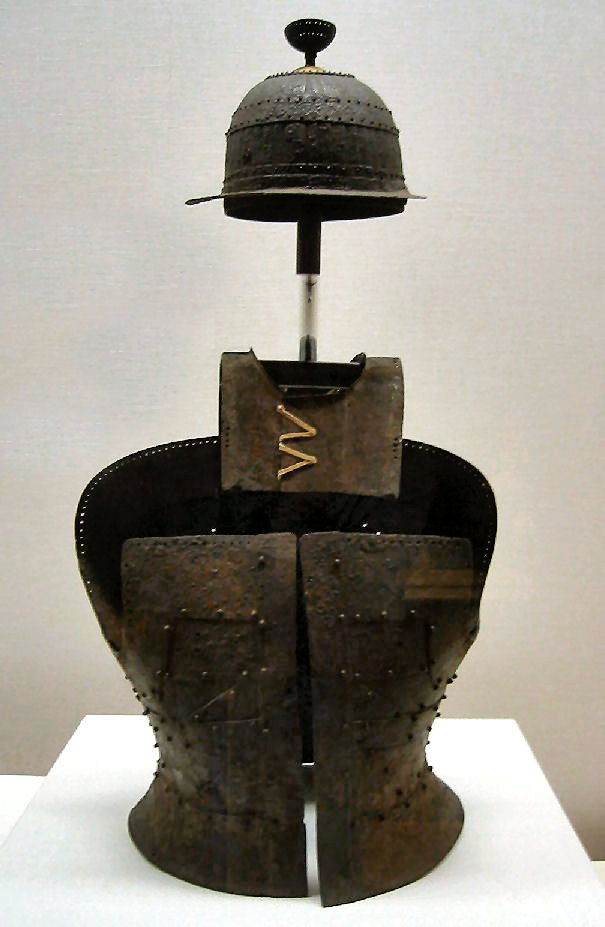
Tankō
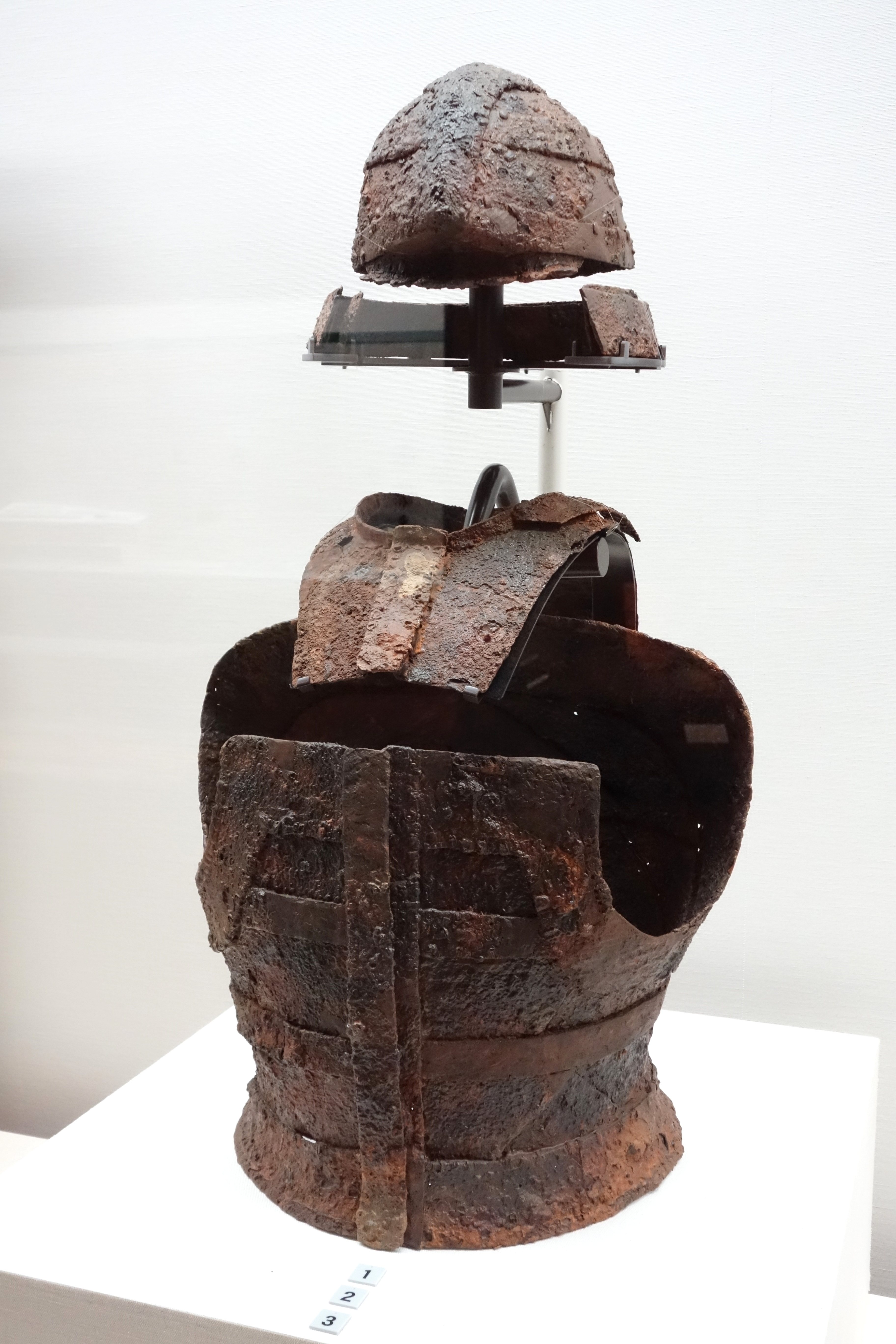
Tankō
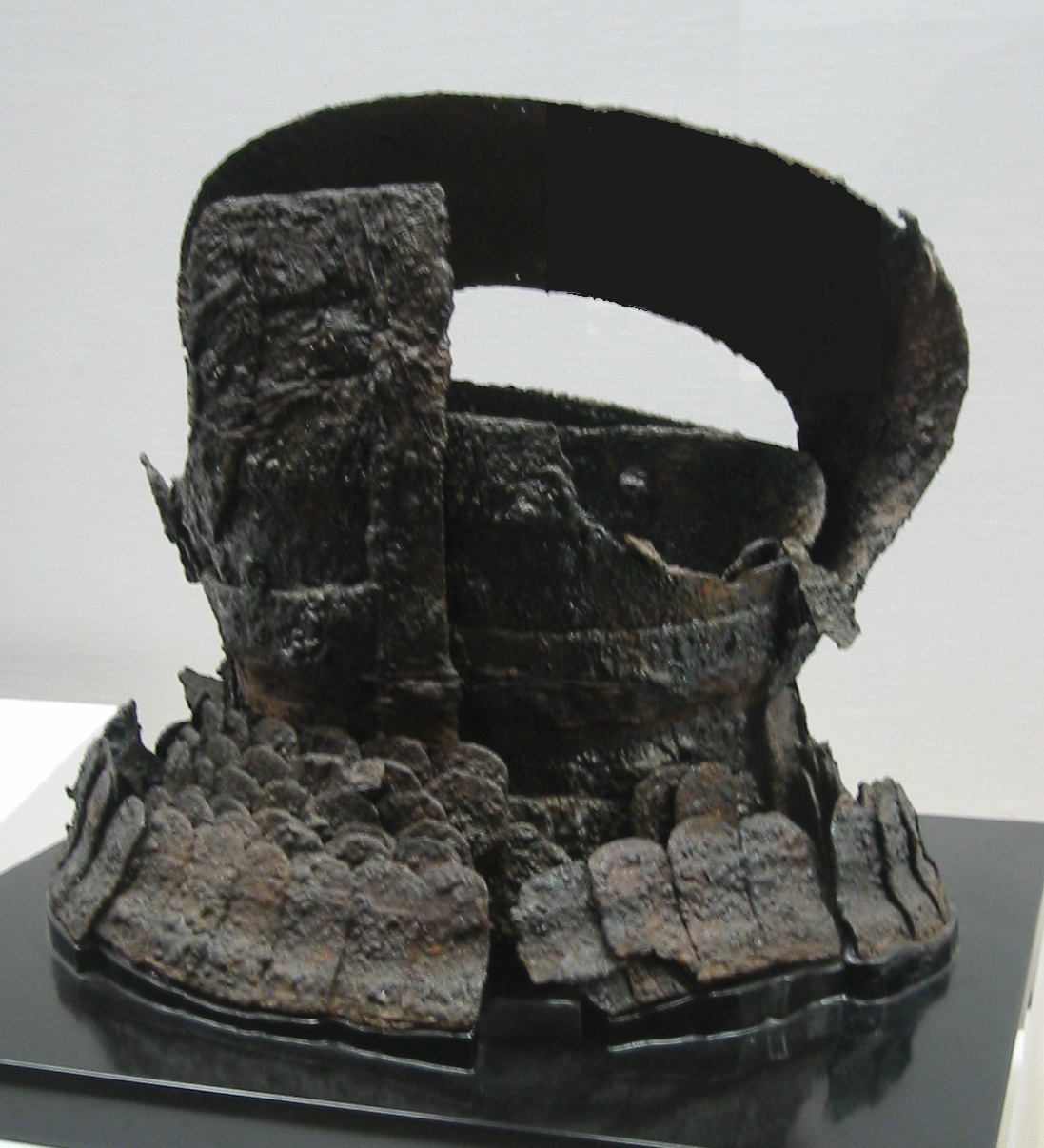
Keikō
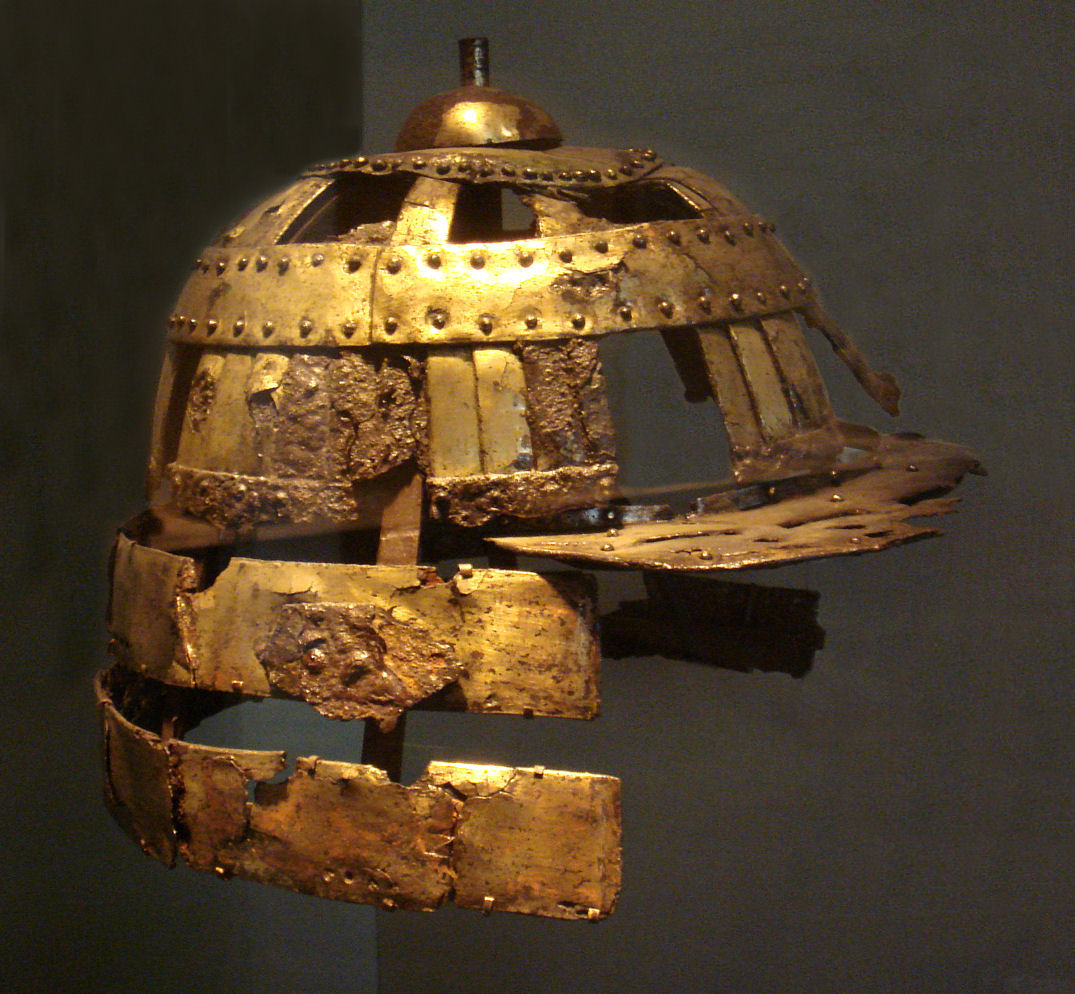
Kabuto

Kozane-dō gusoku
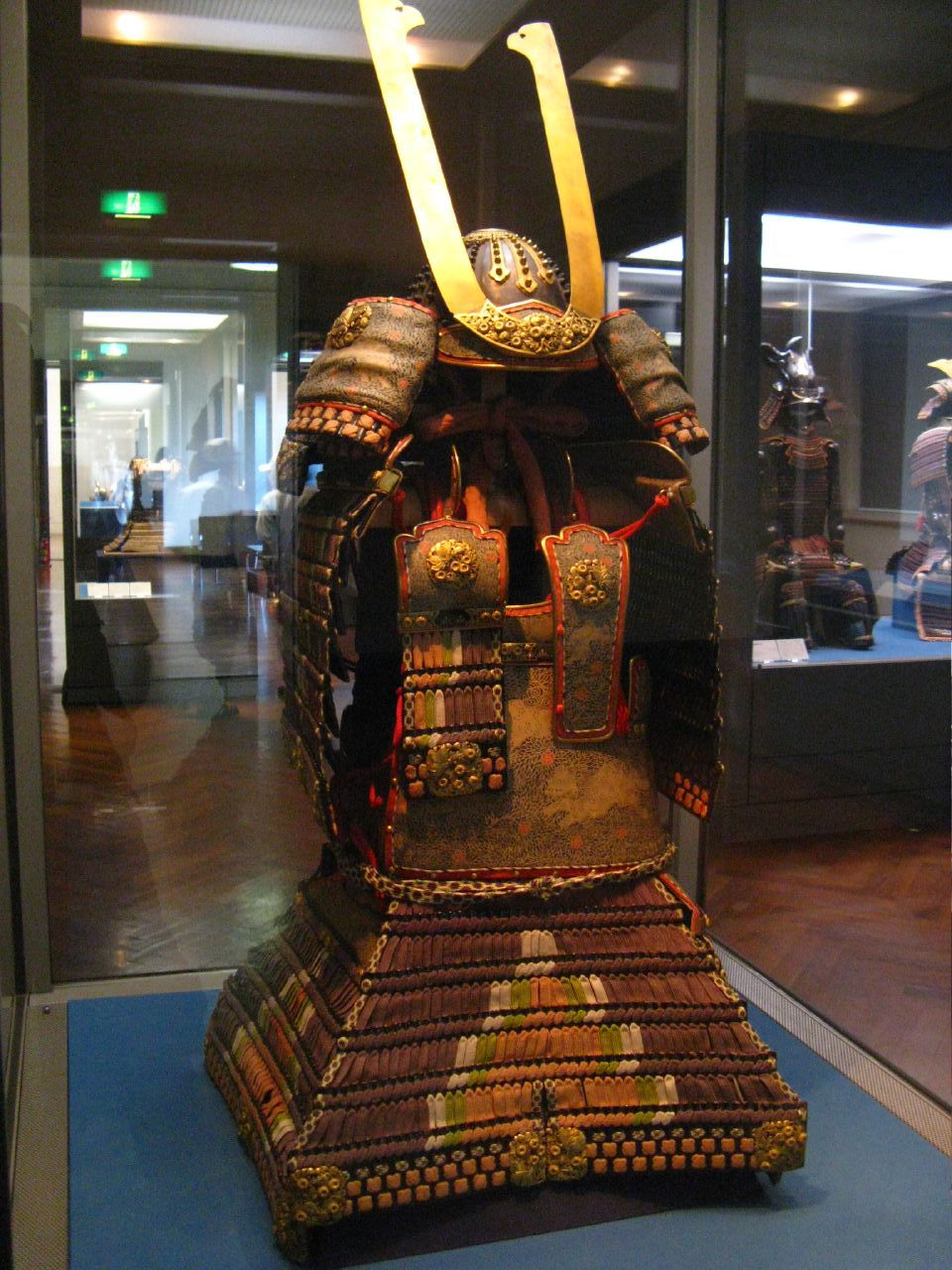
Ō-yoroi
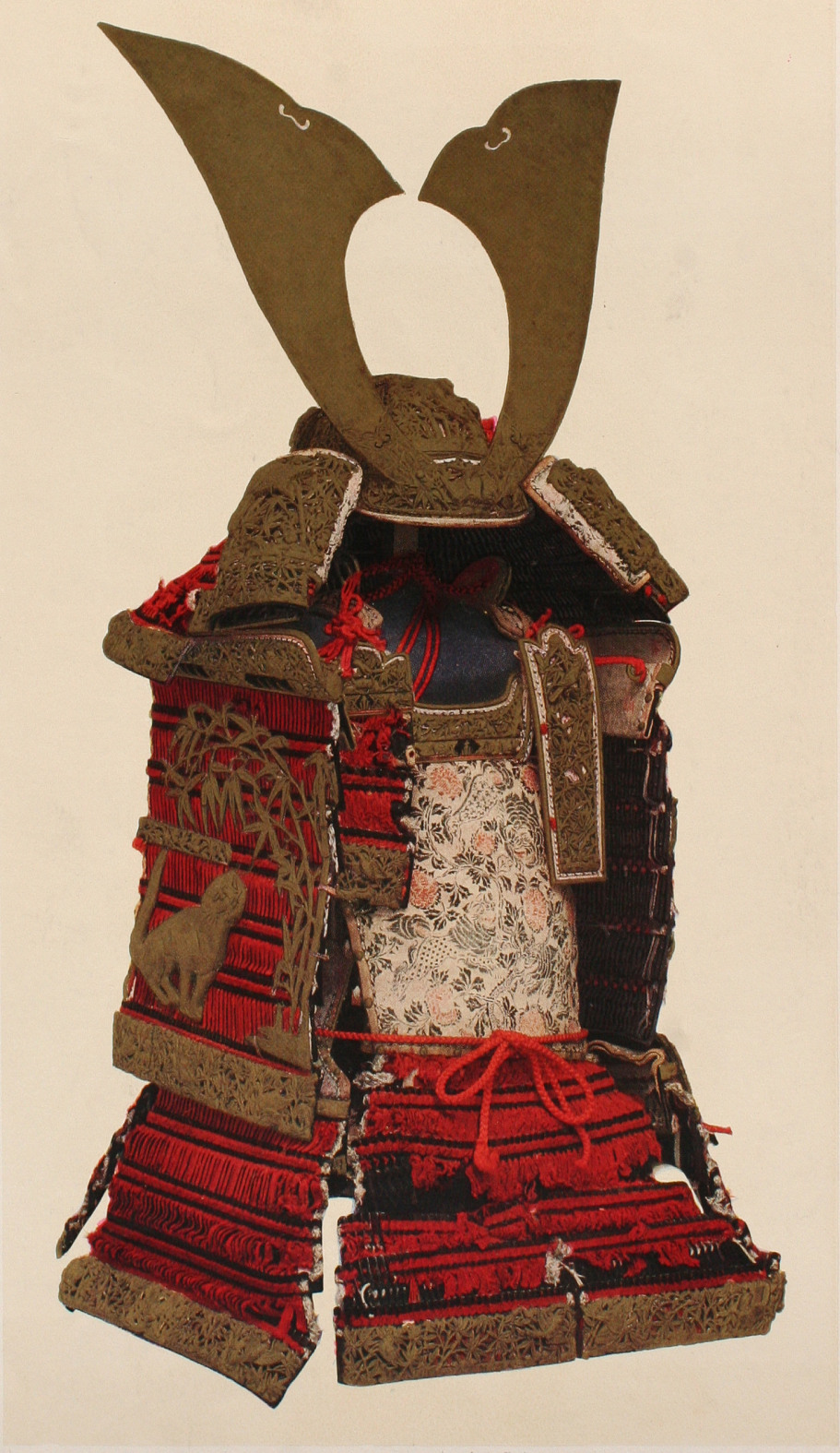
Ō-yoroi
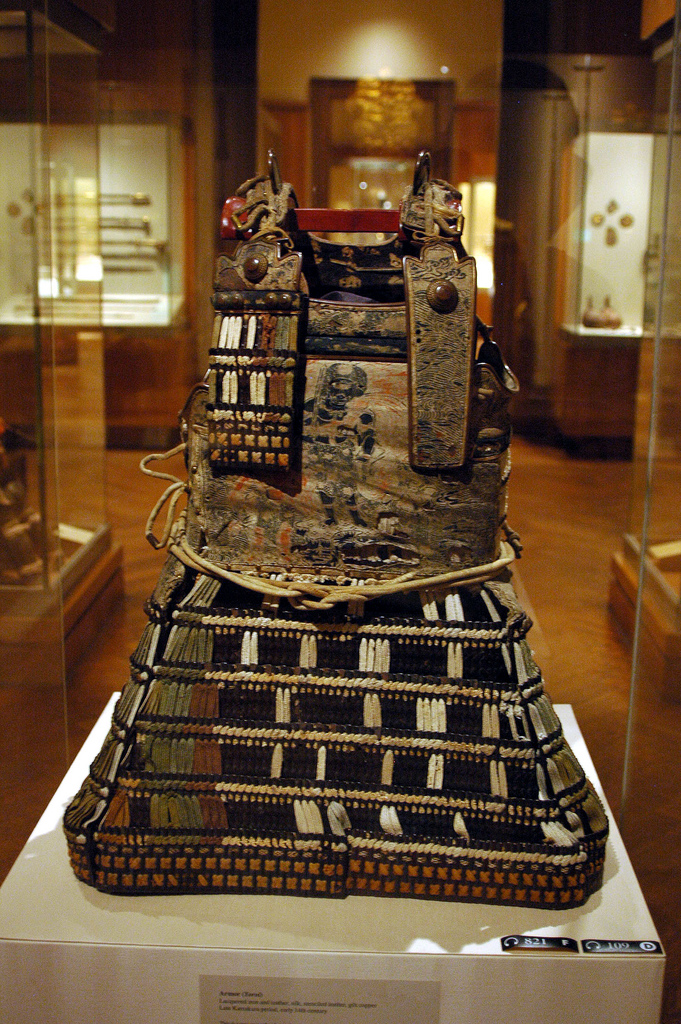
Hon kozane Ō-yoroi
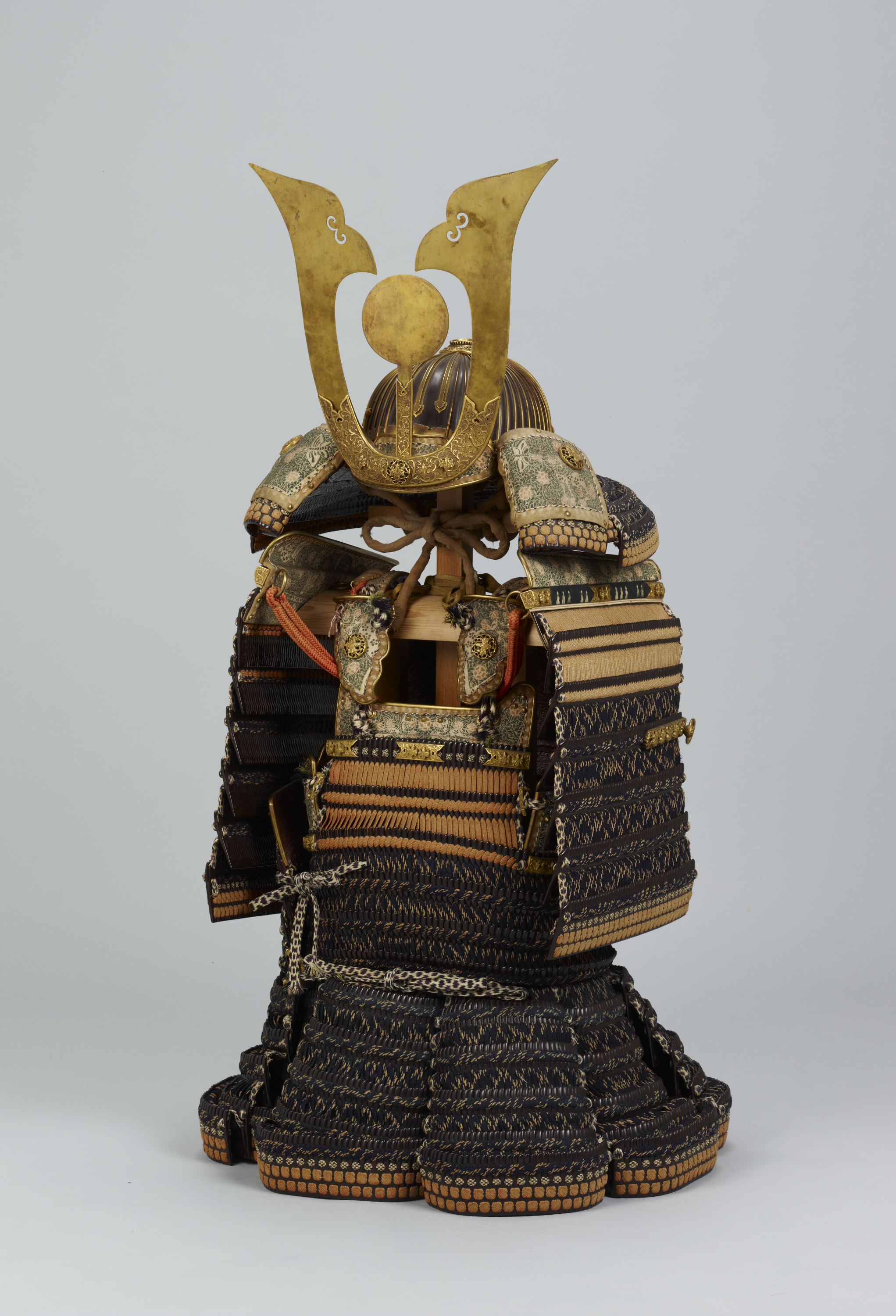
Dō-maru
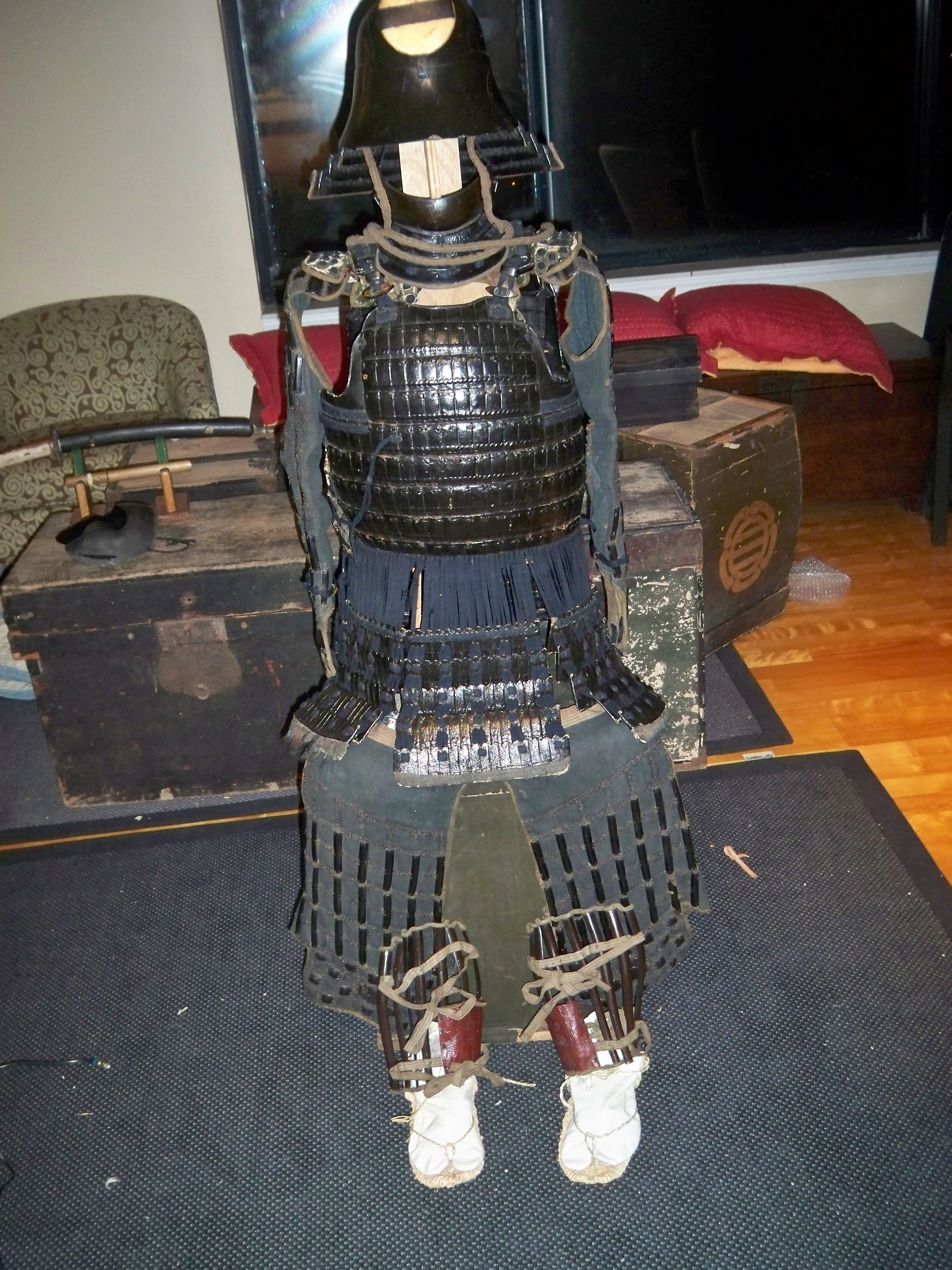
Hon iyozane maru dō gusoku.

Tōsei gusoku
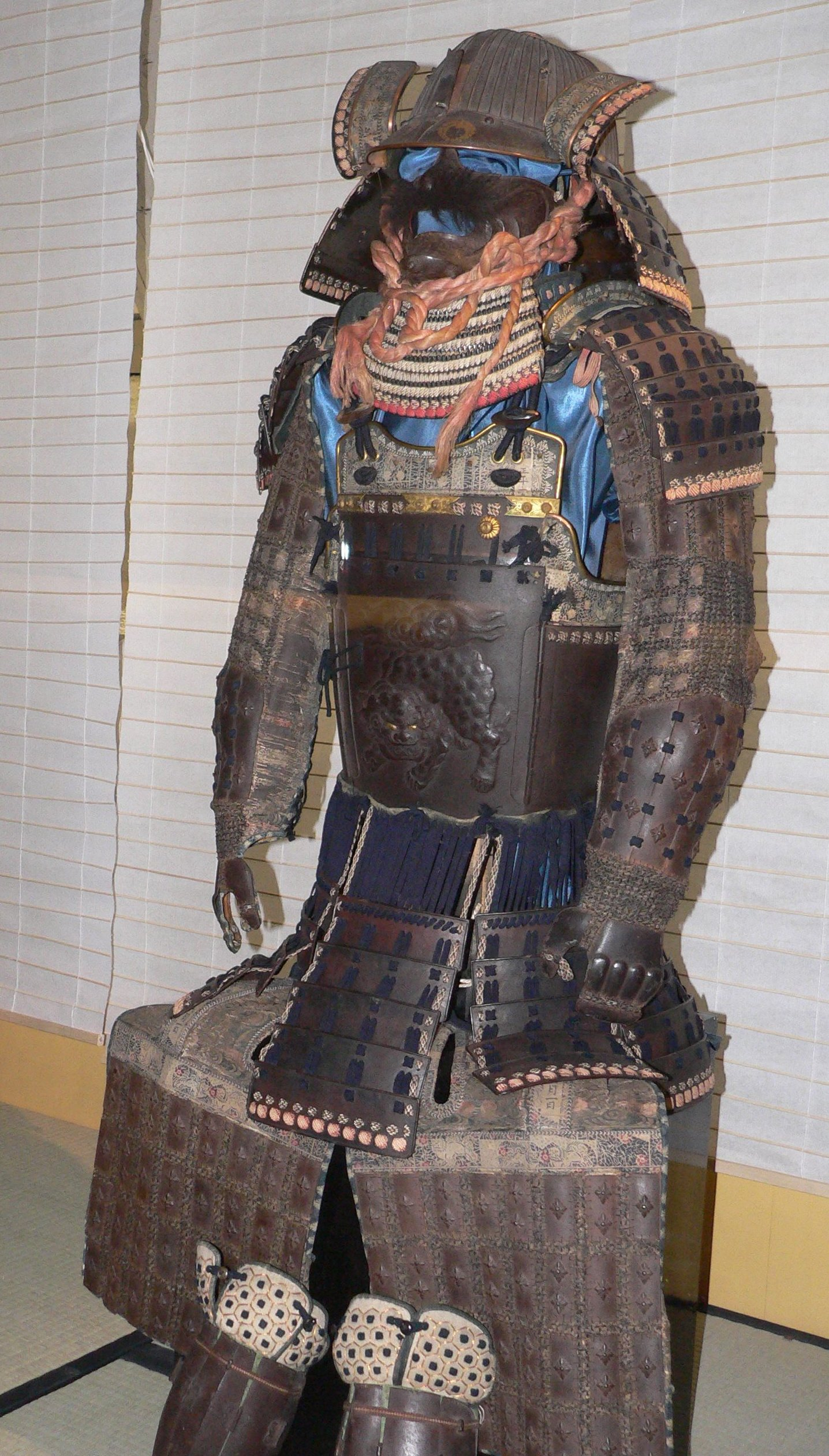
Uchidashi-Go mai dō gusoku.
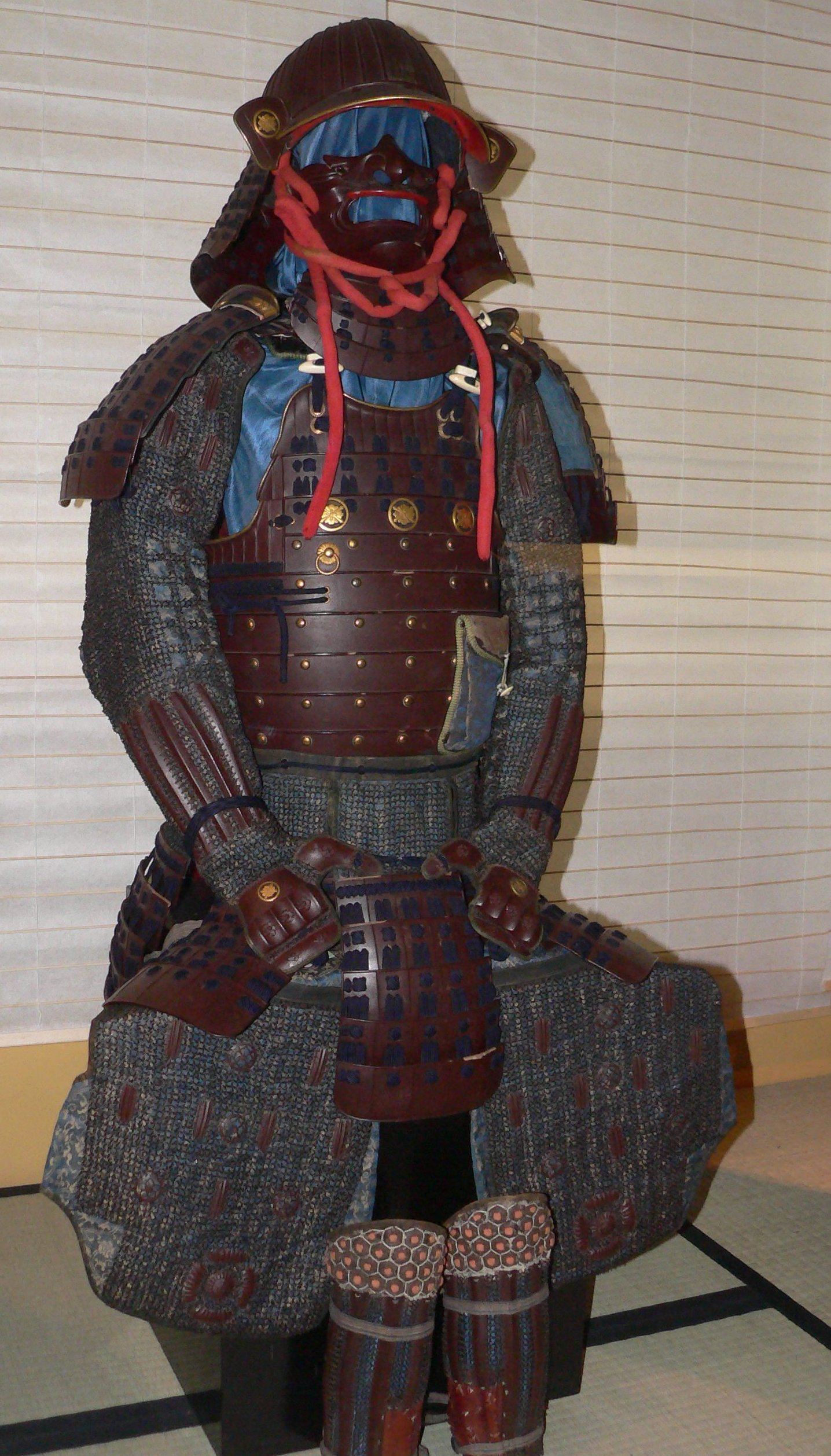
Okegawa-dō gusoku.
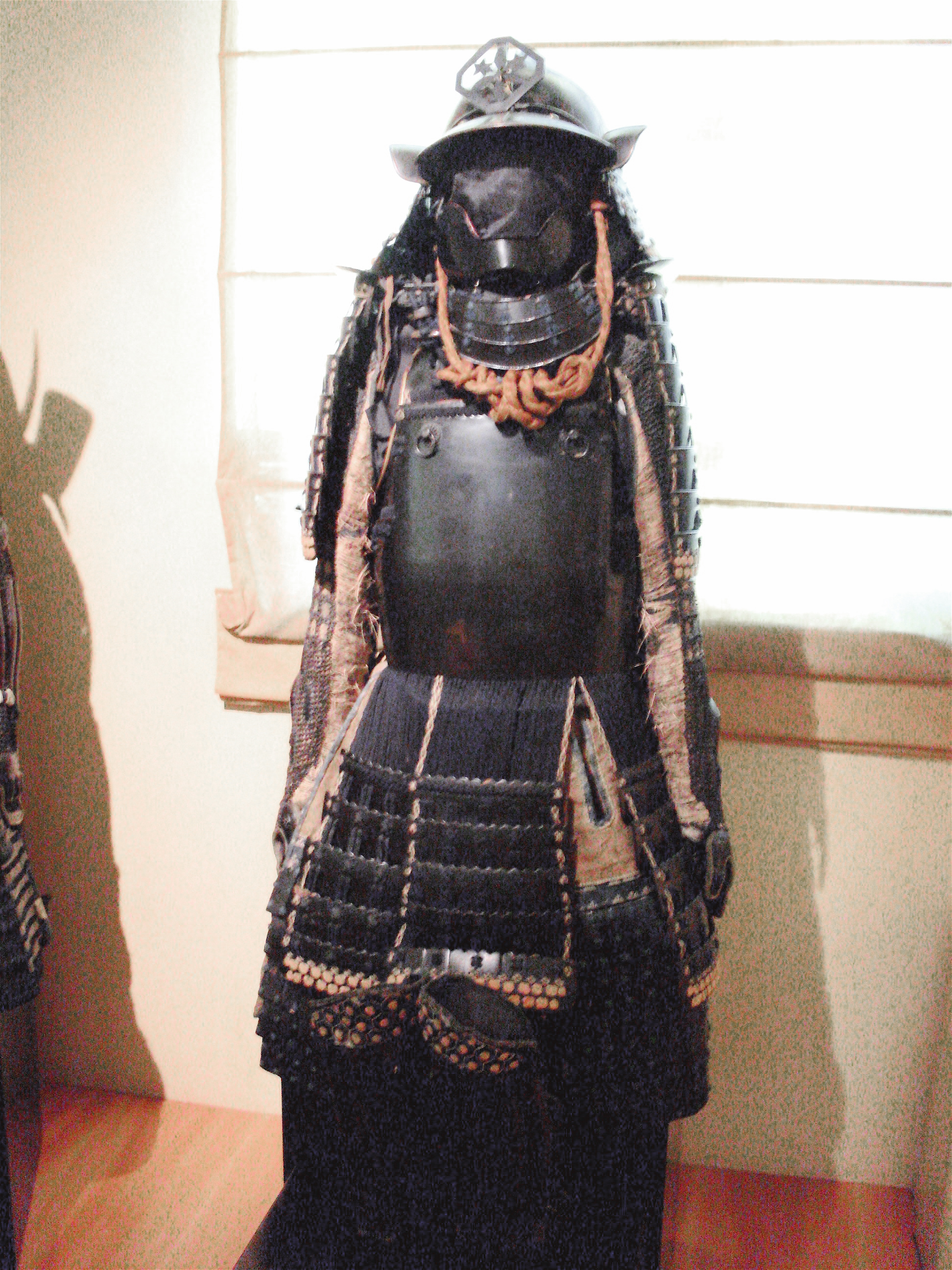
Hotoke-dō gusoku
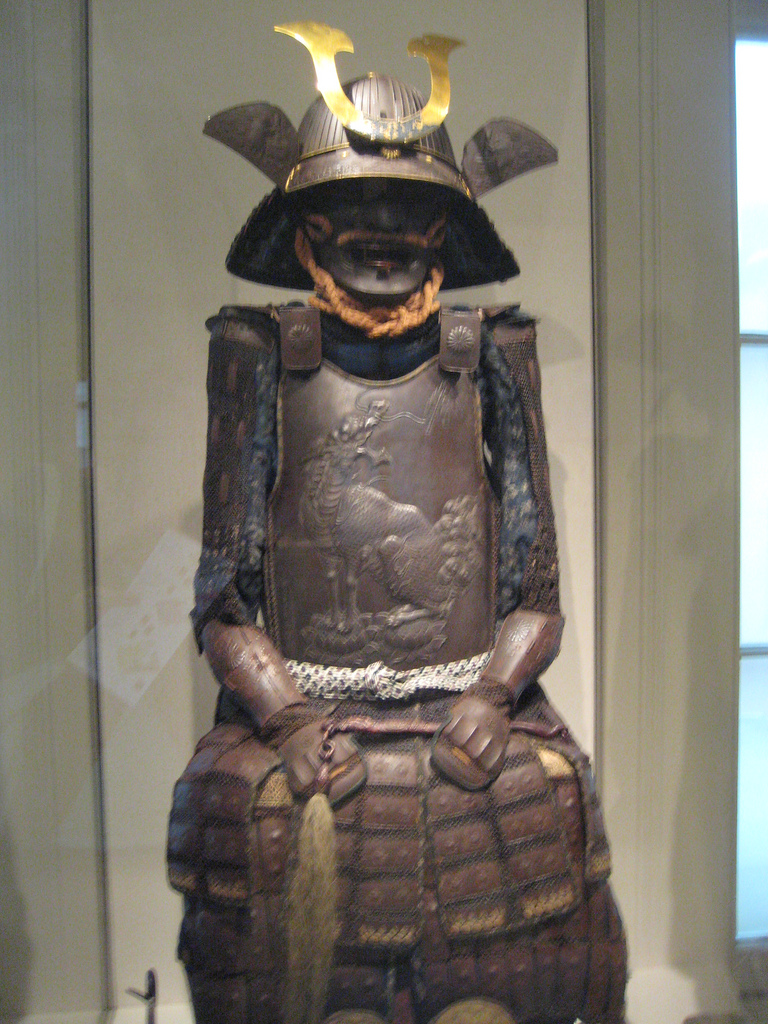
Uchidashi-Yukinoshita-dō (oder Sendai-dō) gusoku.
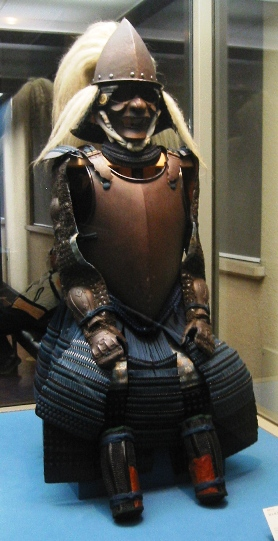
Nanban-dō gusoku.
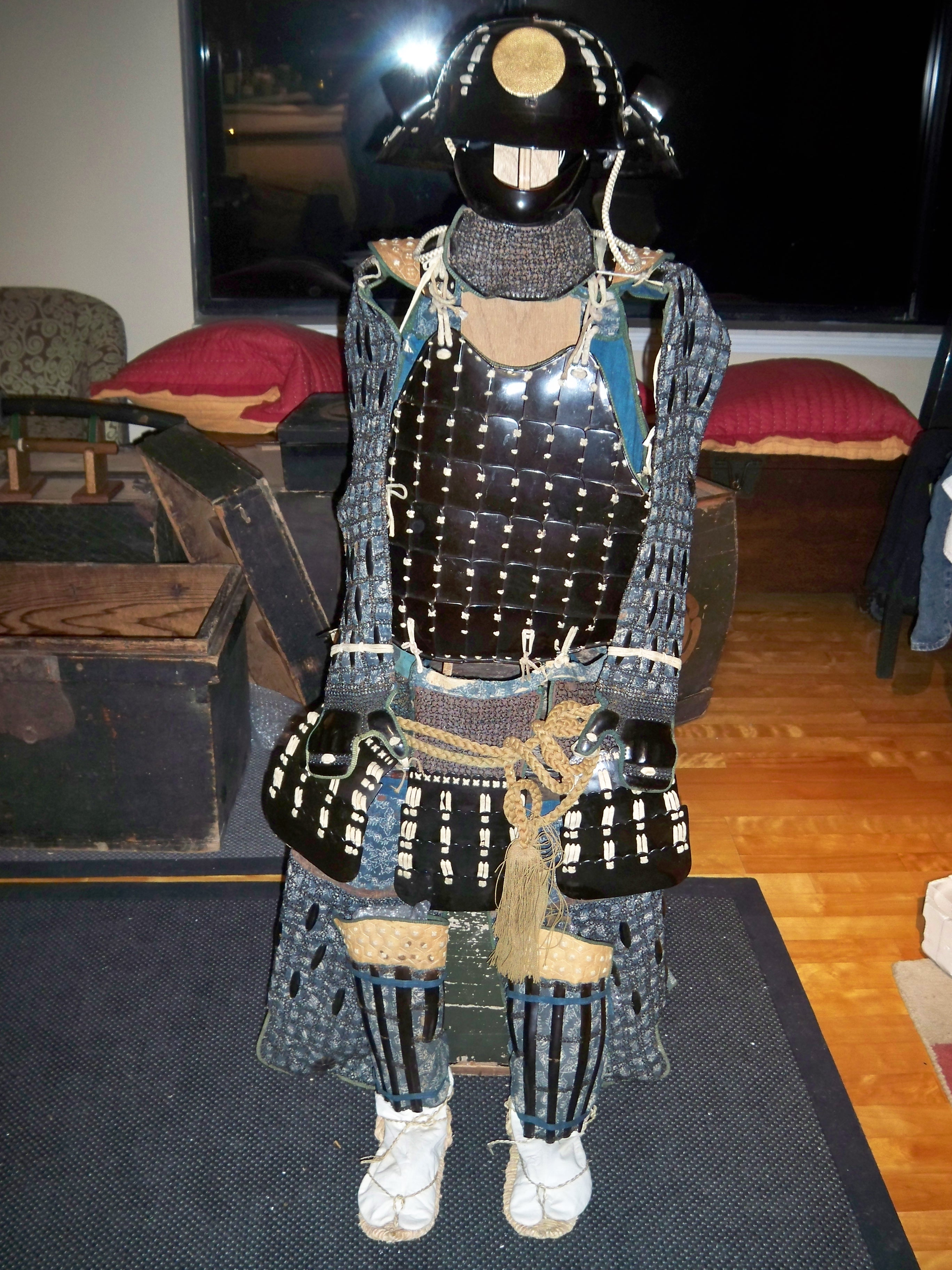
Karuta tatami-dō gusoku.